# اچ.او.تی.
اچ. او.تی. (به انگلیسی: .H.O.T) گروه پسرانهٔ اهل کره جنوبی است که در سال ۱۹۹۶ توسط اس‌ام انترتینمنت تشکیل شد. این گروه اولین گروه آیدل کی-پاپ در نظر گرفته می‌شود و فرمول موفق آن الگوی بسیاری از گروه‌های بعدی کی-پاپ شد. گروه از پنج عضو تشکیل شده‌است: مون هی جون، جانگ وو هیوک، تونی آن، کانگ‌تا و لی جه وون.
اچ.او.تی. در طول فعالیت خود، بیش از ۶٫۴ میلیون آلبوم در کره جنوبی فروخت. این گروه از نظر تجاری در چین و ژاپن موفق بود و جزو اولین ستارگان موج کره‌ای در آسیا بود.
گروه به‌خاطر اختلاف نظر در قرارداد با اس‌ام انترتینمنت، در سال ۲۰۰۱ منحل شد و اعتراض صدها طرفدار را علیه این کمپانی به دنبال داشت.
در حال حاضر کانگ‌تا تنها عضو گروه به عنوان مدیر نوآوری در کمپانی اس‌ام انترتینمنت مانده‌است.